# Phare de Kukuljari
Le phare de Kukuljari (en croate : Svjetionik Hrid Kukuljar) est un feu actif sur l'îlot de Kukuljari, au sud de l'île Murter, dans le Comitat de Šibenik-Knin en Croatie. Le phare est exploité par Plovput , une compagnie du Gouvernement de la République de Croatie.

## Histoire
La première station a été établie en 1895 sur l'îlot. Ce phare, désormais inactif, est une tour ronde en pierre de 5 m de haut. La lumière actuelle se trouve devant l'ancien bâtiment.

## Description
Le phare actuelle est une tourelle métallique cylindrique de 5 m de haut supportant la balise. La tour est blanche. Il émet, à une hauteur focale de 9 m, un éclat blanc toutes les 5 secondes. Sa portée est de 10 milles nautiques (environ 19 km).
Identifiant : ARLHS : CRO-218 - Amirauté : E3224 - NGA : 13128 .
|          |
| Le phare |

|                  |
| Les îles croates |

### Lien connexe
- Liste des phares de Croatie